# Would I Lie to You?
Would I Lie to You? är en låt av den brittiska duon Eurythmics. Den släpptes i april 1985 som den femte och sista singeln från albumet Be Yourself Tonight. Singeln nådde plats 17 på UK Singles Chart och plats 10 på Sverigetopplistan.

## Låtlista
Vinylsingel (7")
- A: "Would I Lie To You?" (7" Version) – 4:09
- B: "Here Comes That Sinking Feeling" (LP Version) – 5:40

Maxisingel (12")
- A: "Would I Lie To You?" (E.T. Mix) – 4:59
- B1: "Would I Lie To You?" (Extended Version) – 4:52
- B2: "Here Comes That Sinking Feeling" (LP Version) – 5:40